# West Bromwich
West Bromwich er en by i West Midlands i England. 
West Bromwich er den største by i Sandwell Metropolitan Borough, og byen ligger omkring 8 km nordvest for Birmingham. Byen har 136.940 indbyggere (2001). Den er også kendt for fodboldholdet West Bromwich Albion, som i øjeblikket spiller i den engelske Premier League.